# Битипатиби
Битипатиби је музичка група из Београда.

## Чланови

### Садашњи
- Уна Гашић - вокал, клавијатуре
- Иван Скопуловић - гитара
- Милорад Ристић (Дарквуд даб) - бас-гитара
- Марко Бенини - бубањ

### Бивши
- Марко Ајковић (Артан Лили, Лолобриђида) - бубањ
- Драган Јовановић (Нежни Далибор) - бас-гитара

## Дискографија

### Албуми
- Лешници дивљи (самостално издање, 2013).
- Лешници дивљи 2 (самостално издање, 2017) Архивирано на веб-сајту  (13. септембар 2017)

### Учешћа на компилацијама
- Фемиксета (Фемикс, 2010) 
  - песма Журка
- Balkan Under The Radar: The Invisible Scene (Black Planet Records, 2013) 
  - песма Тегет
- Бистро на рубу шуме вол. 2 (самостално издање, 2014) 
  - песма Андрија
- Balkan Under The Radar Vol. 4: Antisocial Network (Black Planet Records, 2016) 
  - песма Јагоде
- Фемиксета 2016 (Фемикс, 2016) 
  - песма Песма Београду